# Vladimír Heger
Vladimír Heger (Praga, 30 gennaio 1932 – 1º marzo 2021) è stato un cestista e allenatore di pallacanestro ceco, fino al 1992 cecoslovacco.

## Carriera
Nell'arco della sua carriera ha allenato lo Sparta Praga, la Nazionale cecoslovacca maschile e quella femminile, i Paesi Bassi, il Portogallo e la Turchia. Ha vinto la medaglia d'argento agli Europei maschili del 1967, e quella di bronzo agli Europei maschili del 1969 ed a quelli femminili del 1978 con le rispettive selezioni nazionali cecoslovacche.

## Palmarès

### Giocatore
- Campionato cecoslovacco: 1

ATK Praga: 1953-54

### Allenatore
- Campionato olandese: 1

EBBC Den Bosch: 1984-85